# Предайя
Предайя (італ. Predaia) — муніципалітет в Італії, у регіоні Трентіно-Альто-Адідже,  провінція Тренто. Муніципалітет виник у 2015 році внаслідок об'єднання муніципалітетів Змарано, Коредо, Таїо, Трес і Верво.
Предайя розташована на відстані близько 510 км на північ від Рима, 29 км на північ від Тренто.
Населення — 6658 осіб (2015).

## Демографія
Населення за роками:

Станом на 31 грудня 2014 року в муніципалітеті офіційно проживало 647 іноземців з 34 країн, серед них 271 громадянин країн Євросоюзу та 13 громадян України.

## Сусідні муніципалітети
- Кортачча-сулла-Страда-дель-Віно
- Денно
- Дон
- Нанно
- Ровере-делла-Луна
- Ромено
- Санцено
- Сфруц
- Тассулло
- Термено-сулла-Страда-дель-Віно
- Тон